# Rógvi Baldvinsson
Rógvi Baldvinsson (født 6. december 1989) er en færøsk professionel fodboldspiller, der spiller som forsvarsspiller for den norske 2. divisionsklub Bryne og for Færøernes fodboldlandshold. Baldvinsson har tidligere spillet for Bristol Rovers, FC Fredericia, FK Vidar og Ålgård.

## Karriere

### Klub
Baldvinsson fik debut på Ålgårds bedste hold som 16-år gammel i september 2006. Han startede sin seniorkarriere som angriber, men skiftede til at spille som central forsvarer i hans anden sæson med holdet. I 2009/10 sæsonen blev han holdets nye anfører. I juli 2012 underskrev han kontrakt med Bristol Rovers i League Two, efter at den tidligere færøske landstræner, Brian Kerr, havde anbefalet ham til Bristol Rovers træner, Mark McGhee. Hans tid i Bristol varede dog kun godt to uger.Baldvinsson annoncerede på sin Twitter side, at han vendte tilbage til Norge af personlige årsager. Tilbage i Norge vendte han tilbage til Ålgård FK.
Han spillede for Bryne FK i 2013, og i 2014 spillede han igen for Ålgård.
I 2015 underskrev han kontrakt med FC Fredericia, der spillede i Danmarks næstbedste række. Kontrakten var for sidste halvdel af 2015 og udløb ved udgangen af 2015. I 2016 underskrev han kontrakt med den norske klub Vidar, der spillede i Norges tredjebedste række, 2. divisjon. I 2017 skiftede Baldvinsson til Bryne igen, hvor han også havde spillet i 2013/14. Bryne rykkede ned fra Norges næstbedste række efter 2016 sæsonen og spillede derfor i den tredjebedste række i 2017, 2. divisjon.

### Internationale mål
Færøernes mål og resultater vises først.
| #  | Dato              | Stadion                                    | Modstander | SMålscoring | Resultat | Turnering                           | Reference |
| -- | ----------------- | ------------------------------------------ | ---------- | ----------- | -------- | ----------------------------------- | --------- |
| 1. | 12. oktober 2012  | Tórsvøllur, Tórshavn, Færøerne             | Sverige    | 1–0         | 1–2      | Kvalifikation til VM i fodbold 2014 | [ 9 ]     |
| 2. | 19. november 2013 | Ta' Qali National Stadium, Ta' Qali, Malta | Malta      | 2–3         | 2–3      | Venskabskamp                        | [ 10 ]    |
| 3. | 31. august 2017   | Estádio do Bessa, Porto, Portugal          | Portugal   | 1–2         | 1–5      | Kvalifikation til VM i fodbold 2018 |           |
| 4. | 15. oktober 2019  | Tórsvøllur, Tórshavn, Færøerne             | Malta      | 1–0         | 1–0      | Kvalifikation til EM i fodbold 2020 |           |